# Vliegramp te Oostende
De vliegramp te Oostende vond plaats op 26 juli 1997 tijdens de Internationale Airshow te Oostende. Hierbij vielen tien doden, waaronder de piloot.

## Verloop van de ramp
Er waren ongeveer 50.000 toeschouwers bij de vliegkunsten van de 'Royal Jordanian Falcons'. De Jordaanse piloot, Omar Hani Bilal, kwam vanuit een horizontale spiraal, waarbij hij zeven keer rond zijn lengteas draaide, en wilde naar een looping overgaan. Bij het het optrekken van de Extra 300 stopte de vliegtuigmotor bruusk en dwarrelde het toestel ongecontroleerd naar beneden. In de laatste meters probeerde de piloot het vliegtuig onder controle te krijgen en weer op te trekken. Het vliegtuig stortte echter neer op enkele meters van de publiekszone. De Extra 300L explodeerde en schoof als een vuurbal een tent van het Belgische Rode Kruis, die net voor de toeschouwers stond, binnen.

## Gevolgen
SlachtoffersIn de Rode-Kruistent en bij toeschouwers die net achter de tent stonden vielen doden en gewonden. Acht mensen waren op slag dood, onder wie een Franse vader en zijn dochter die in de hulppost aanwezig waren. Eén Rode-Kruismedewerker overleed enige tijd later in het UZ Gent. Het duurde lange tijd voordat de slachtoffers vergoedingen kregen uitbetaald. Enkelen kwamen hierdoor in financiële moeilijkheden.
ProcesBij zowel het proces als het beroep werden in 2003 de organisator-vliegdirecteur en veiligheidscoördinator vrijgesproken en werd de schuld alleen bij de piloot gelegd.
Laatste airshowHoewel de airshow een jaarlijks evenement was, werd er na het ongeval geen meer gehouden in Oostende.